# نصف كرة مخية
نصف كرة مخي ينقسم الدماغ البشري إلى ثلاث أجزاء رئيسية: المخ وجذع الدماغ والمخيخ. و يعتبر المخ أكبر أجزاء الدماغ. و ينفصل المخ إلى نصفي كرة انفصالاً غير كامل من خلال الشق المخي الطولي و يتصلان بالجسم الثفني. ويحتوي كل نصف كرة مخية على:
- القشرة المخية و تحتوي على أنوية العصبونات
- المادة البيضاء تتكون بشكل أساسي من محاور العصبونات
- العقد القاعدية و هي نوى العصبونات مدفونة في عمق المخ في أماكن محددة، كالنواة الذيلية و النواة العدسية
- البطين الجانبي

## التكوين الجنيني

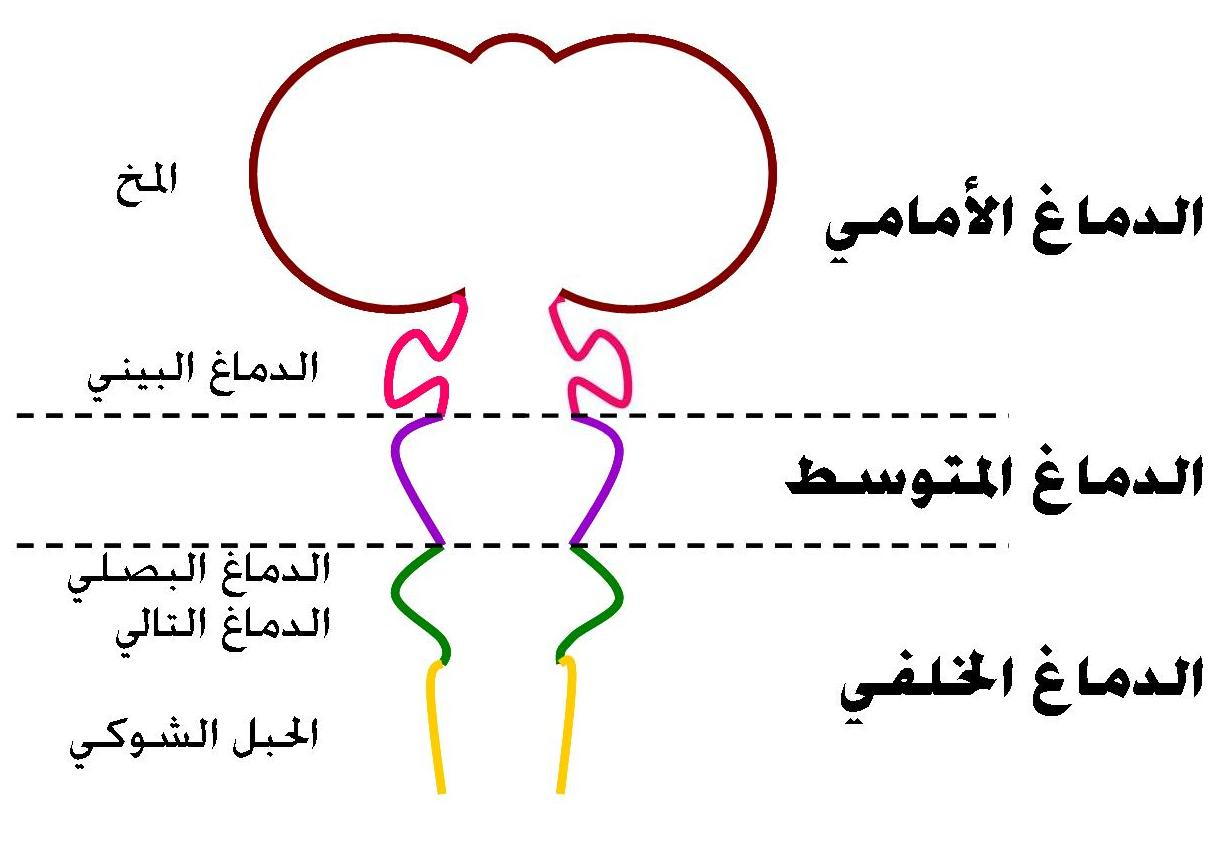
التكوين الجنيني للدماغ و يلاحظ الأقسام الرئيسية لدماغ الكائنات الفقارية

يبدأ المخ بالتكون في الأسبوع الخامس من الحمل. و ينمو بشكل أنتفاخ في أول الدماغ البيني بحيث يكون جدار الانتفاخ القشرة المخية و المادة البيضاء بينما يشكل مساحة الانتفاخ البطينات الجانبية

## القشرة المخية
تتكون القشرة المخية من المادة الرمادية (أنوية العصبونات). و تنقسم القشرة المخية إلى مناطق مختلفة حسب الأخاديد و تلافيف.

## المادة البيضاء
تتكون المادة البيضاء بشكل رئيسي من الألياف العصبية و التي تنقسم إلى ثلاثة أنواع رئيسية:
- ألياف ترابطية: تربط المناطق المختلفة للقشرة المخية
  - ألياف ترابطة قصيرة: تربط التلافيف المجاورة
  - ألياف ترابطية طويلة: تربط الأجزاء الأمامية بالخلفية من نصف كرة المخ
- ألياف التقائية: تعبر الجسم الثفني ومثلث المخ لتصل بين المناطق المتناظرة في كل نصفي كرة مخية
- ألياف إسقاطية:
  - ألياف إسقاطية صاعدة: تنتقل من المهاد إلى القشرة المخية و تنقل النبضات الحسية و السمعية و البصرية
  - ألياف إسقاطية هابطة: تكون مسؤلة بشكل عام بنقل النبضات الحركية و لها عدة مسارات أهمها الهرمية و خارج هرمية

## العقد الأساسية
- النواة الذيلية
- النواة العدسية
- النواة اللوزية